# The Witch and the Chameleon

The Witch and the Chameleon est un fanzine de science-fiction canadien publié de 1974 à 1976 par Amanda Bankier à Hamilton, en Ontario,,. Il est généralement reconnu comme le premier fanzine explicitement féministe. Il a duré cinq numéros, le dernier étant un double numéro numéroté 5/6. 
Bankier a été invitée à être invitée d'honneur du fandom de la science-fiction à la première convention de science-fiction féministe, la  WisCon du 11 au 13 février 1977, en raison de son rôle de pionnière en tant que rédactrice en chef de The Witch and the Chameleon.

## Historique
Amanda Bankier lance un appel à participation pour lancer le magazine dans le Worldcon Progress Report. La première personne à répondre est Vonda N. McIntyre, qui produit une analyse d'un an de publications SF dans le troisième numéro en 1975. Bankier encourage les échanges et les débats à travers le courrier des lectrices et la colonnes des revues de livres. Un échange houleux devenu célèbre débute entre Marion Zimmer Bradley et Vonda N. McIntyre après que cette dernière ai publié une revue critique du livre La Planète aux vents de folie (en anglais : Darkover Landfall). McIntyre y accuse Marion Zimmer Bradley d'être antiféministe,. Joana Russ prend le relais et les échanges entre Russ et Bradley se poursuivent durant toutes les publications ultérieures. Russ y examine les fondements culturels qui encouragent une écriture sexiste et raciste, tout en admettent que les changements ne peuvent qu'être graduels et s'effectuer pas à pas tout en s'assurant que tout le monde pousse dans la même direction. Marion Zimmer Bradley gardera toutefois un mauvais souvenir de ses interractions avec des féministes radicales.
Jennifer Bankier a publié un compte rendu de la World Science Fiction Convention qui s'est tenue en août 1974 à Washington, au cours de laquelle Katherine Kurtz s'est refusée à admettre un quelconque problème de discrimination des femmes dans le milieu de la science-fiction, en mettant le manque de représentation féminine sur le compte du manque de talent de ces dernières. Le compte rendu génère un flux de réponses, dont une lettre de 4 pages de Kate Wilhem.
Le fanzine cesse ses publications en raison de la surcharge de travail, mais sa place est bientôt reprise par Janus (magazine), qui démarre ses publications en 1975. Le magazine héberge les discussions pour l'organisation de la première Wiscon, la première et plus anciennes convention féministe de SF, qui se tient chaque année dans le Wisconsin. Amanda Bankier y est invitée d'honneur en tant que fondatrice du premier fanzine de science fiction féministe. 